# Saison 1992-1993 du Club athlétique Brive Corrèze
 (novembre 2011).
Si vous disposez d'ouvrages ou d'articles de référence ou si vous connaissez des sites web de qualité traitant du thème abordé ici, merci de compléter l'article en donnant les références utiles à sa vérifiabilité et en les liant à la section « Notes et références ».
Cette page présente la saison 1992-1993 du CA Brive Corrèze. Le club briviste évolue en Championnat de France Groupe A ainsi qu'en Challenge Yves du Manoir.

## Entraîneurs
Pour la saison 1992-1993, l'équipe du CA Brive est entraînée par :
- Jean-Miches Daures (entraîneur en chef) ;
- Bernard Vignard (adjoint) ;
- Pierre Villepreux (directeur technique).

## Transferts

### Départs
| Joueur               | Poste(s)               | Date de naissance | Nationalité | Destination    |
| -------------------- | ---------------------- | ----------------- | ----------- | -------------- |
| Rémi Boutot          | talonneur              | 26/12/1963        | France      | Arrêt          |
| Christian Dalla Riva | troisième ligne aile   | 28/03/1960        | France      | US Annecy      |
| Anthony Dumas        | demi de mêlée          | 16/10/1970        | France      | US Ussel       |
| Bernard Meyrignac    | pilier                 | 03/12/1964        | France      | EV Malemort-BO |
| Pierre Nouaille      | troisième ligne aile   | 04/11/1967        | France      | USA Limoges    |
| Franck Rollès        | troisième ligne centre | 13/02/1967        | France      | Lyon OU        |

### Arrivées
| Joueur             | Poste(s)             | Date de naissance | Nationalité | Club précédent            |
| ------------------ | -------------------- | ----------------- | ----------- | ------------------------- |
| Lionel Charbonnel  | centre               | 12/ 06/1973       | France      | AS bortoise               |
| Laurent Charras    | troisième ligne aile | 26/01/1969        | France      | Stade toulousain          |
| Eric Claud         | talonneur            | 18/09/1967        | France      | Saint-Yrieix-la-Perche SC |
| François Duboisset | troisième ligne      | 28/11/1967        | France      | USA Limoges               |
| Ludovic Jacq       | pilier               | 15/02/1969        | France      | US Ussel                  |
| Thierry Maurin     | centre               | 12/07/1970        | France      | SA Hagetmau               |
| Stéphane Ricco     | demi de mêlée        | 21/06/1973        | France      | Stade toulousain          |
| Yannick Roche      | demi de mêlée        | 29/08/1969        | France      | US Caussade               |
| Christophe Salamy  | troisième ligne      | 11/02/1974        | France      | AS Montferrand            |

## Effectif 1992-1993
| Nom                 | Poste                  | Nationalité sportive | Dernier club              | Arrivée au club |
| ------------------- | ---------------------- | -------------------- | ------------------------- | --------------- |
| Didier Doumbia      | Talonneur              | France               | Formé au club             | 1990            |
| Eric Claud          | Talonneur              | France               | Saint-Yrieix-la-Perche SC | 1992            |
| Christian Vojetta   | Talonneur              | France               | Formé au club             | 1991            |
| Éric Alabarbe       | Pilier                 | France               | Stade Belvèsois           | 1981            |
| Alain Bellarbre     | Pilier                 | France               | CA Pompadour              | 1991            |
| Victor Bento        | Pilier                 | France               | Formé au club             | 1990            |
| Arnaud Boudie       | Pilier                 | France               | Formé au club             | 1992            |
| Richard Crespy      | Pilier                 | France               | Formé au club             | 1988            |
| Ludovic Jacq        | Pilier                 | France               | US Ussel                  | 1992            |
| Rodolphe Michaud    | Pilier                 | France               | AS Montferrand            | 1991            |
| David Mongis        | Pilier                 | France               | Formé au club             | 1992            |
| Éric Alégret        | Deuxième ligne         | France               | Formé au club             | 1984            |
| Christophe Larroque | Deuxième ligne         | France               | Lombez Samatan Club       | 1990            |
| Bernard Louradour   | Deuxième ligne         | France               | Formé au club             | 1989            |
| Christian Martin    | Deuxième ligne         | France               | Formé au club             | 1991            |
| Loïc Netelenbos     | Deuxième ligne         | France               | Formé au club             | 1992            |
| Bruno Rey           | Deuxième ligne         | France               | Formé au club             | 1992            |
| Christian Vermande  | Deuxième ligne         | France               | Formé au club             | 1990            |
| Laurent Charras     | Troisième ligne aile   | France               | Stade toulousain          | 1992            |
| Said Filali         | Troisième ligne aile   | France               | US Ussel                  | 1987            |
| Stéphane Suszylo    | Troisième ligne aile   | France               | US Ussel                  | 1991            |
| Loïc Van der Linden | Troisième ligne aile   | France               | Rugby club auxerrois      | 1986            |
| Sylvain Dubois      | Troisième ligne centre | France               | Formé au club             | 1992            |
| François Duboisset  | Troisième ligne centre | France               | USA Limoges               | 1992            |
| Bruno Marty         | Demi de mêlée          | France               | ?                         | 1990            |
| Stéphane Ricco      | Demi de mêlée          | France               | Stade toulousain          | 1992            |
| Alain Guettache     | Demi d'ouverture       | France               | US Fumel                  | 1991            |
| Alain Penaud        | Demi d'ouverture       | France               | Formé au club             | 1987            |
| Laurent Burg        | 3/4 centre             | France               | Formé au club             | 1985            |
| Lionel Charbonnel   | 3/4 centre             | France               | AS bortoise               | 1992            |
| Gilles Duclos       | 3/4 centre             | France               | Formé au club             | 1992            |
| Jean-Marie Soubira  | 3/4 centre             | France               | Formé au club             | 1989            |
| Patrick Brachet     | 3/4 aile               | France               | Formé au club             | 1984            |
| Alexandre Bouyssié  | 3/4 aile               | France               | US Caussade               | 1991            |
| Didier Faugeron     | 3/4 aile               | France               | Formé au club             | 1982            |
| Sébastien Viars     | Arrière                | France               | Stade aurillacois         | 1990            |

## La saison

### Championnat de France
Le CAB démarre le championnat de France le 5 septembre 1992. Dans leur poule de groupe A, les Brivistes sont opposés entre autres équipes à Mont de Marsan, Castres, Colomiers et Perpignan. Le début de saison est satisfaisant puisqu’à l’issue des matches aller, Brive est leader de la poule. Malgré une légère baisse de régime, les Corréziens se classent troisièmes et décrochent leur billet pour les Play-Offs. Ils ont concédé un résultat nul et ont perdu quatre matchs, dont un à domicile face au CO, du meilleur réalisateur du Championnat de France Laurent Labit. Les Play-Offs se composent de quatre poules de quatre clubs. Dans leur poule, les coujous retrouvent Colomiers, Perpignan ainsi que Biarritz, le dernier finaliste. C’est face aux Basques que Brive dispute et remporte son premier match (23-10). Le second match, en revanche, est un désastre (44-10 au Stade Aimé Giral. Brive relève la tête par la suite avec deux nouveaux succès sur Colomiers (20-12) et à Biarritz (17-15). Malgré deux échecs finaux, Brive atteint 5 ans après de nouveau les quarts de finale du Championnat. C’est là, au Stade Maurice-Boyau de Dax, que le SU Agen élimine les joueurs de Brive (33-19).

### Challenge Yves du Manoir
En Challenge Yves du Manoir, ce sont le CA Bègles, Tarbes et le FC Lourdes qui sont au menu des Brivistes. Le bilan est mitigé : trois victoires dont une à l’extérieur contre trois défaites dont une au Stadium. Conséquence au classement, Brive est troisième et doit disputer un barrage aller-retour contre Agen. Battu 37-22 sur la pelouse du Stade Armandie, le CAB s’impose brillamment au retour devant 8000 spectateurs. Ce succès lui permet de jouer les quarts de finale du célèbre Challenge. Son adversaire est Toulouse, le match a lieu le 7 mars 1993 au Stade Marcel Michelin. Les Brivistes vont faire de la résistance face aux Stadistes, avant de s’incliner après prolongation 28 à 17.

### Rencontres du CA Brive 1992-1993
| Match | Date         | Compétition               | Tour-Journée    | Adversaire         | Lieu | Score |
| ----- | ------------ | ------------------------- | --------------- | ------------------ | ---- | ----- |
| 1     | 16 août      | Challenge Yves du Manoir  | 1re             | CA Bègles-Bordeaux | E    | 15-27 |
| 2     | 22 août      | Challenge Yves du Manoir  | 2e              | FC Lourdes         | E    | 27-22 |
| 3     | 28 août      | Challenge Yves du Manoir  | 3e              | Stadoceste tarbais | D    | 23-3  |
| 4     | 5 septembre  | Championnat Groupe A      | 1re             | Avenir valencien   | D    | 25-3  |
| 5     | 12 septembre | Championnat Groupe A      | 2e              | CO Le Creusot      | D    | 31-16 |
| 6     | 20 septembre | Championnat Groupe A      | 3e              | Stade montois      | E    | 19-19 |
| 7     | 26 septembre | Championnat Groupe A      | 4e              | US Colomiers       | D    | 19-11 |
| 8     | 3 octobre    | Challenge Yves du Manoir  | 4e              | CA Bègles-Bordeaux | D    | 25-26 |
| 9     | 10 octobre   | Challenge Yves du Manoir  | 5e              | FC Lourdes         | D    | 43-19 |
| 10    | 18 octobre   | Challenge Yves du Manoir  | 6e              | Stadoceste tarbais | E    | 14-37 |
| 11    | 1er novembre | Championnat Groupe A      | 5e              | Castres olympique  | E    | 0-14  |
| 12    | 22 novembre  | Championnat Groupe A      | 6e              | USA Perpignan      | D    | 16-8  |
| 13    | 29 novembre  | Championnat Groupe A      | 7e              | Montpellier RC     | E    | 29-27 |
| 14    | 6 décembre   | Championnat Groupe A      | 8e              | Avenir valencien   | E    | 16-12 |
| 15    | 13 décembre  | Championnat Groupe A      | 9e              | CO Le Creusot      | E    | 13-6  |
| 16    | 20 décembre  | Championnat Groupe A      | 10e             | Stade montois      | D    | 64-6  |
| 17    | 27 décembre  | Challenge Yves du Manoir  | Barrage aller   | SU Agen            | E    | 22-37 |
| 18    | 2 janvier    | Challenge Yves du Manoir  | Barrage retour  | SU Agen            | D    | 29-12 |
| 19    | 24 janvier   | Championnat Groupe A      | 11e             | US Colomiers       | E    | 3-21  |
| 20    | 31 janvier   | Championnat Groupe A      | 12e             | Castres olympique  | D    | 18-19 |
| 21    | 14 février   | Championnat Groupe A      | 13e             | USA Perpignan      | E    | 16-36 |
| 22    | 28 février   | Championnat Groupe A      | 14e             | Montpellier RC     | D    | 29-9  |
| 23    | 7 mars       | Challenge Yves du Manoirr | Quart de finale | Stade toulousain   | N    | 17-28 |
| 24    | 14 mars      | Championnat Play-Off      | 1re             | Biarritz olympique | D    | 23-10 |
| 25    | 28 mars      | Championnat Play-Off      | 2e              | USA Perpignan      | E    | 10-44 |
| 26    | 4 avril      | Championnat Play-Off      | 3e              | US Colomiers       | D    | 20-12 |
| 27    | 10 avril     | Championnat Play-Off      | 4e              | Biarritz olympique | E    | 17-15 |
| 28    | 25 avril     | Championnat Play-Off      | 5e              | USA Perpignan      | D    | 20-23 |
| 29    | 2 mai        | Championnat Play-Off      | 6e              | US Colomiers       | E    | 21-37 |
| 30    | 15 mai       | Championnat               | Quart de finale | SU Agen            | N    | 19-33 |

## Bilan

### Bilan sportif
| Compétition              | Résultat           | Matchs joués | Victoires | Matchs nuls | Défaites | Points marqués | Points concédés |
| ------------------------ | ------------------ | ------------ | --------- | ----------- | -------- | -------------- | --------------- |
| Championnat              | quart de finaliste | 21           | 12        | 1           | 8        | 428            | 381             |
| Challenge Yves Du Manoir | quart de finaliste | 9            | 4         | 0           | 5        | 215            | 211             |
| Totaux                   | -                  | 30           | 16        | 1           | 13       | 643            | 592             |